# لزهر شريط
لزهر شريط قائد عسكري ميداني بارز ومناضل من أجل استقلال الجزائر عن الاحتلال الفرنسي، قاد عدة معارك منذ اندلاع الثورة التحريرية في منطقة أوراس النمامشة إلى أن استشهد سنة 1957.
نشأ شريط وسط عائلة ميسورة الحال من عرش النمامشة في منطقة تبسة واشتغل بتجارة السلاح و الأقمشة ما مكنه من الترحال و الاحتكاك بظروف الاستعمار داخل و خارج الجزائر، و هو الشيء الذي طور لديه وعيا ثوريا إلى غاية سنة 1948، حين قرر السفر للشام و تلبية نداء الجهاد في فلسطين، إلى جانب عدة جزائريين من بينهم سي موسى قائد ثورة الأوراس سنة 1916.
بعد فشله في دخول فلسطين عاد لزهر شريط والتحق بالكفاح المسلح في تونس سنة 1953، حيث دعا الثوري التونسي عبد الوهاب السندي و رفاقه لمنطقة تبسة و زودهم بالسلاح و رافقهم في البحث عن مجندين جزائريين لالتحاق بصفوف الثورة التونسية. وبعد عودة لزهر شريط من تونس بعد تسليم المقاومين السلاح للسلطات الفرنسية خلال صائفة سنة 1954م، التحق بالجبل الأبيض واتصل بفرحي ساعي حيث تعاون معه وشرعا في تعبئة الشعب وتجنيده عبر دواوير وقرى المنطقة فكان لزهر شريط من الرعيل الأول بمساهمته في جمع السلاح مرورا بقيادته لناحية تبسة وصولا لمعركة أرڤو الشهيرة و إصابته للجنرل الفرنسي مارسيل بيجار بطلقة مباشرة في كتفه.
استشهد لزهر شريط في الفاتح جوان سنة 1957 إثرا خلافات على منصب قيادة الولاية الأولى تبعته عدة تصفيات لقيادات المنطقة.

## جمع السلاح للثورة
سخّر لزهر شريط خبرته في تجارة السلاح قبل الثورة لفائدة جبهة التحرير حيث أن مجموعة شريط بتكليف من مصطفى بن بولعيد كانت تجمع السلاح و تنشئ مخابئ التخزين إيذانا باقتراب حرب التحرير، و كان شريط نفسه يتنقل بين القرى و المداشر يحمل قائمة بأسماء السكان الذين يمتلكون أسلحة و يخطب فيهم بأن جيش التحرير يسعى لنشر العدل بين السكان فلن يبقى راعيا ولا فقيرا و الكل سواسية، وهذا ما كان يشجع الشعب ويحفزهم على طلب التجنيد و توفير المؤونة للمجاهدين دون تردد. أهمية دور لزهر شريط في توفير السلاح برزت أكثر عندما قرر القائد العام للاوراس شيحاني بشير الاستبقاء عليه في مركز القيادة بالقلعة في النصف الأول من سنة 1955 بعدما عين قيادة جديدة لناحية تبسة، و هي المنطقة التي وصفتها الجهات الفرنسية في تلك الفترة بالأكثر دعما للثورة.

## معارك شارك بها
شارك لزهر شريط في التحضير و القتال بعدة معارك من بينها:

### هجوم سطح قنطيس
يوم 20 ديسمبر 1955 قاد لزهر شريط أولى عملياته المركزة في الثورة حيث قاد فوجا من 19 مجاهدا في هجوم على مركز للجندرمة الفرنسية كلل بالقضاء على عدة جنود و الانسحاب بدون أضرار.

### معركة الجبل الأبيض
في شهر فيفري 1956 تولى لزهر شريط قيادة معركة في الجبل الأبيض بعد قيام وحدات الجيش الاستعماري الفرنسي بتطويق الجبل ومحاصرة المواقع التي كان يتمركز بها المجاهدون، بالاستعانة بأسراب من الطيران الحربي متكونة من حوالي 25 طائرة مقنبلة و 6 طائرات هيليكوبتر، وانتهت هذه المعركة التي استمرت ليوم كامل بمقتل حوالي 30 جنديا فرنسيا وإصابة 50 آخرين بجراح متفاوتة الخطورة، بينما صرح جيش التحرير الوطني بإصابة جندي واحد.

### معركة الجرف الثانية
سبق هذه المعركة استشهاد قائد الولاية الاولى مصطفى بن بولعيد بعشرة أيام، و في خضم الفوضى الحاصلة تلقى لزهر شريط شكاوي من السكان في منطقة الجرف حيث كانوا يتعرضون للاعتداءات المتكررة على مواشيهم و تحرش جنود الحاميات الفرنسية بنسائهم فقرر شريط استغلال الحادثة ليكسب ولاء السكان و يثبت لهم أن جيش التحرير قادر على حمايتهم و الانتقام لخسائرهم إن لزم الأمر. اتخذ لزهر شريط قرار المعركة عملا بمبدأ الشورى مع رفاقه حيث كان رجاله قد وصلوا إلى جبل أرڤو يوم 1 أبريل 1956 قادمين مع قافلة جِمال من صحراء ليبيا محملة بالمتفجرات و حوالي 200 بندقية إنجليزية.
تم أول هجوم بنصب كمين المعرقب يوم 4 أبريل حيث كان جنود الحامية الفرنسية يسيرون في بطريقهم المعتاد نحو مراعي النمامشة حتى تفاجؤوا بهجوم سريع و مباغت من ضفاف الواد حيث نجح شريط و جنوده في القضاء على 32 جندي فرنسي بينهم ضابطان.
يوم 5 أفريل شرعت وحدات الجيش الفرنسي في الوصول مدعمة بفرق الحركى و الصبايحية استعداد لعملية عسكرية كبيرة في المنطقة فوقعت اشتباكات بمناطق الجرف و جبل أرڤو و تازربونت لمدة خمسة أيام مستمرة بحضور تعداد كامل لجيش التحرير في المنطقة ما مكن من صدّ الهجوم و وقوع 22 قتيل فرنسي مقابل سقوط 5 شهداء من جيش التحرير من بينهم القائد الميداني علي بن علي الزرومي الذي حرق الجيش الفرنسي رفاته و لم يتم استعادتها.
يوم 6 أفريل طلبت فرقة قسنطينة التعزيزات من الجزائر العاصمة حيث إشتد القتال و خسر الجيش الفرنسي ثلاثة عرفاء و عدة جنود حيث كتب الملازم الفرنسي فرانسوا كان في مذكراته:
"إنّ ثوار قبيلة النمامشة قناصون مرعبون و هم مزودون ببندقية ستاتي الإيطالية، لقد قضوا على العريف جاليوراكي و هو داخل المروحية التي كانت تهم بإجلائه، كان ادائنا هذا اليوم فعلا مثيرا للشفقة" 
يوم 7 أفريل وصلت الفرق المضلية الفرنسية حيث كان أكثر الأيام دموية و خسر الجيش الفرنسي بين 47 إلى 350 باختلاف التصريحات و جرح 50 جنديا، بينما صرح جيش التحرير بخسارة 5 مجاهدين و هو عدد قليل عكس التصريح الفرنسي الذي أعلن القضاء على 130 متمرداُ.
يوم 9 أفريل أسند لزهر شريط القيادة العملياتية للشيخ مقداد جدي و كلفه بنصب كمين لقطع إمدادات العدو مخاطبا إياه: "عمي مقداد اليوم عرس كبير فهات برهانك، قلت لك عمي مقداد إنّما لشجاعتك و ليس لكبر سنك"، تحدث مقداد جدي في مذكراته عن فخره بالمسؤولية التي أسندها له القائد الفذ لزهر شريط. 

## الصراع على القيادة
خلّف استشهاد القائد العام مصطفى بن بولعيد صراعات داخلية و فراغا قياديا منذ مارس 1956 تأجج من خلاله التنافس بين قيادات الأوراس في نواحي النمامشة و سوق أهراس و وادي سوف، حيث حاول عمر بن بولعيد و عاجل عجول فرض أنفسهم في منصب القيادة و هو الشيئ الذي رفضه لزهر شريط متهما عاجل عجول بالتواطئي في مقتل مصطفى بن بولعيد و شيحاني بشير. و أرسل لزهر في طلب الوردي قتال ورجاله من سوق أهراس مبلغا إياه بمحاولة جماعة عجول تصفيته، فالتحق الوردي بلزهر شريط، وقاموا معا بمحاصرة عباس لغرور في جبال النمامشة، فتدخل عجول بمعية 150 جنديا لنجدته، وفك الحصار عنه.
في 20 سبتمبر 1956 سعى عباس لغرور للاجتماع مع قادة النمامشة الممتنعين عن الانصياع له و كان الملتقى في تونس بغية فض الخلافات المستعصية لكن هذا الاجتماع باء بالفشل الذريع و سمح بتدخل لجنة التنسيق و التنفيذ في شؤون الولاية الأولى و السلطات التونسية المنزعجة بدورها من نشاط الثوار على الحدود حيث تم إلقاء القبض على 34 شخص من المجتمعين، وساعد والي قفصة على اعتقال لزهر شريط الذي أصيب إصابة بليغة في تبادل لإطلاق النار، كما اعتقلت السلطات التونسية العديد من قادة الأوراس وعلى رأسهم عباس لغرور ونكلت بهم في السجون التونسية.

## استشهاده
في أفريل 1957 طلبت لجنة التنسيق و التنفيذ حضور قيادات الأوراس في اجتماع مستعجل لإيجاد حل لصراع القيادة غير أن المجتمعين تفاجئوا بإعلان تعيين محمود الشريف قائدًا عاما للأوراس، الأمر الذي رفضته القيادات الأوراسية بحجة أن محمود الشريف ليس من الرعيل الاول للثورة مثل لزهر شريط و محمد لعموري، و رغم تسلم محمود شريف لمهامه إلا أن استماتة القيادات الأوراسية في رفض تعيينه أدى لتصفية خمسة عشر قائدا في جوان 1957، كان منهم لزهر شريط و عباس لغرور 